# Flughafen Paso de los Libres

i8
i11
i13
Der Flughafen Paso de los Libres (spanisch: Aeropuerto Internacional de Paso de los Libres; IATA-Code: AOL, ICAO-Code: SARL) ist ein (inaktiver) Flughafen 10 km nordwestlich von Paso de los Libres in der argentinischen Provinz Corrientes.

## Flughafendaten
Der Flughafen hatte  eine Asphaltpiste mit 2260 m Länge und 45 m Breite. Die Seehöhe beträgt 70 m. Die Fläche des Flughafens beträgt 77 ha.

## Geschichte
Das letzte Unternehmen, das zwischen den Jahren 2008 und 2009 reguläre Flüge in Paso de los Libres durchführte, war die „neue“ Fluggesellschaft LAER (Macair und Flying America). Die „alte“ LAER war auch in den 90er Jahren und bis 2002 in Betrieb. 1997 flog ALTA Lineas Aereas regelmäßig von Resistencia und Corrientes. Bis vor etwa 30 Jahren war Paso de los Libres auch ein Zwischenstopp für Fernflüge von Aerolineas Argentinas.
Heute ist nach wie vor die Infrastruktur wie Flugverkehr-, Meteorologie- und PSA-Dienste bereitgestellt, Flugzeuge und Passagiere sind jedoch nicht vorhanden. Seit einigen Jahren werden Arbeiten zur Sanierung der Strecke versprochen, aber bisher handelt es sich dabei nur um Projekte.